# Рудински мост
Рудинският мост (на гръцки: Γέφυρα στο Άλωρο) е каменен мост в мъгленското село Рудино (Алорос), Егейска Македония, Гърция.
Макар да е наричан Мост на Александър Велики (Γέφυρα Μεγάλου Αλεξάνδρου), мостът е построен в османско време. Пресича река Мъгленица, на няколко километра югоизточно от Рудино (Алорос). Представлява мост с три полукръгли арки. По време на Гражданската война в Гърция мостът е взривен. Запазена е само западната арка, чиито размери са 12 m дължина, 2 m ширина, 4,7 m височина и 5,7 m ширина на отвора. Общата му дължина е била 50 m, а височината над 8 m. Основите на арките са шестоъгълни. Изграден е от варовик и е поправян в различни епохи, като последната е в XVIII век.